# Aphelocephala
Aphelocephala és un gènere de petits ocells de la família dels acantízids (Acanthizidae). Són endèmics d'Austràlia on, en general, ocupen el centre àrid del continent. Són moixons vistosos, amb dors fosc i pit i cara blancs. Tenen pics rabassuts i, a diferència de la resta dels acantízids, inclouen grans quantitats de llavors en la seva dieta.

## Llista d'espècies
Se n'han descrit tres espècies dins aquest gènere:
- Aphelocephala leucopsis - carablanc meridional.
- Aphelocephala pectoralis - carablanc pectoral.
- Aphelocephala nigricincta - carablanc barrat.